# Lomné (Hautes-Pyrénées)
Lomné ist eine französische Gemeinde mit 36 Einwohnern (Stand 1. Januar 2022) im Département Hautes-Pyrénées in der Region Okzitanien (vor 2016: Midi-Pyrénées). Sie gehört zum Arrondissement Bagnères-de-Bigorre und zum Kanton La Vallée de l’Arros et des Baïses.
Die Einwohner werden Lomnéens und Lomnéennes genannt.

## Geographie
Lomné liegt zwölf Kilometer südwestlich von Lannemezan und circa zwölf Kilometer östlich von Bagnères-de-Bigorre in der historischen Vizegrafschaft Nébouzan.
Umgeben wird Lomné von den sechs Nachbargemeinden:
| Batsère | Espèche                                     |                     |
| Bulan   | Kompassrose, die auf Nachbargemeinden zeigt | Avezac-Prat-Lahitte |
|         | Laborde                                     | Esparros            |

## Einwohnerentwicklung

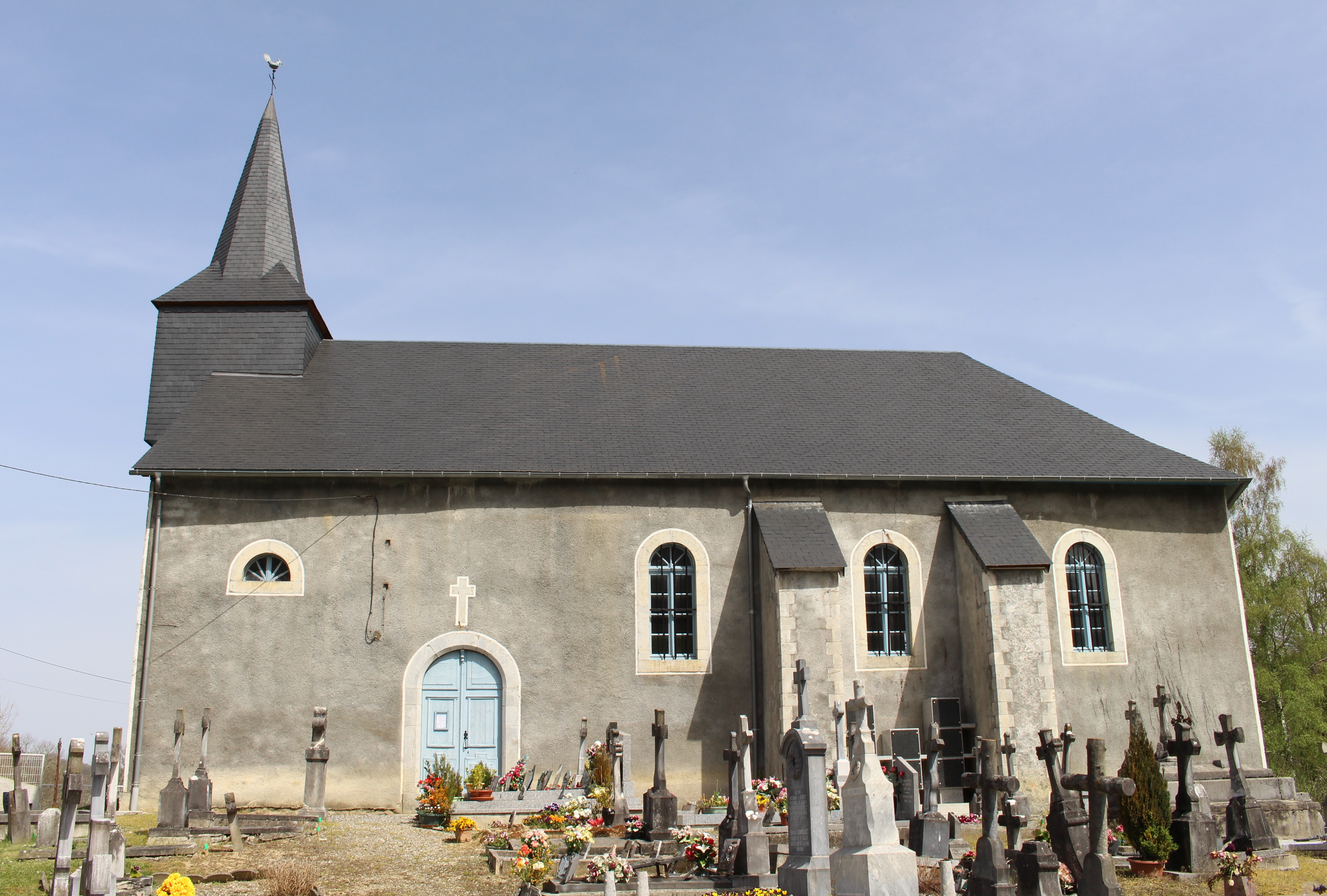
Pfarrkirche Saint-Pierre

Nach Beginn der Aufzeichnungen stieg die Einwohnerzahl bis zur Mitte des 19. Jahrhunderts auf einen Höchststand von rund 315. In der Folgezeit sank die Größe der Gemeinde bei kurzen Erholungsphasen bis heute.
| Jahr      | 1962 | 1968 | 1975 | 1982 | 1990 | 1999 | 2006 | 2011 | 2022 |
| --------- | ---- | ---- | ---- | ---- | ---- | ---- | ---- | ---- | ---- |
| Einwohner | 73   | 58   | 46   | 45   | 35   | 44   | 41   | 36   | 36   |

## Sehenswürdigkeiten
- Pfarrkirche Saint-Pierre
- Schlossruine

## Wirtschaft und Infrastruktur

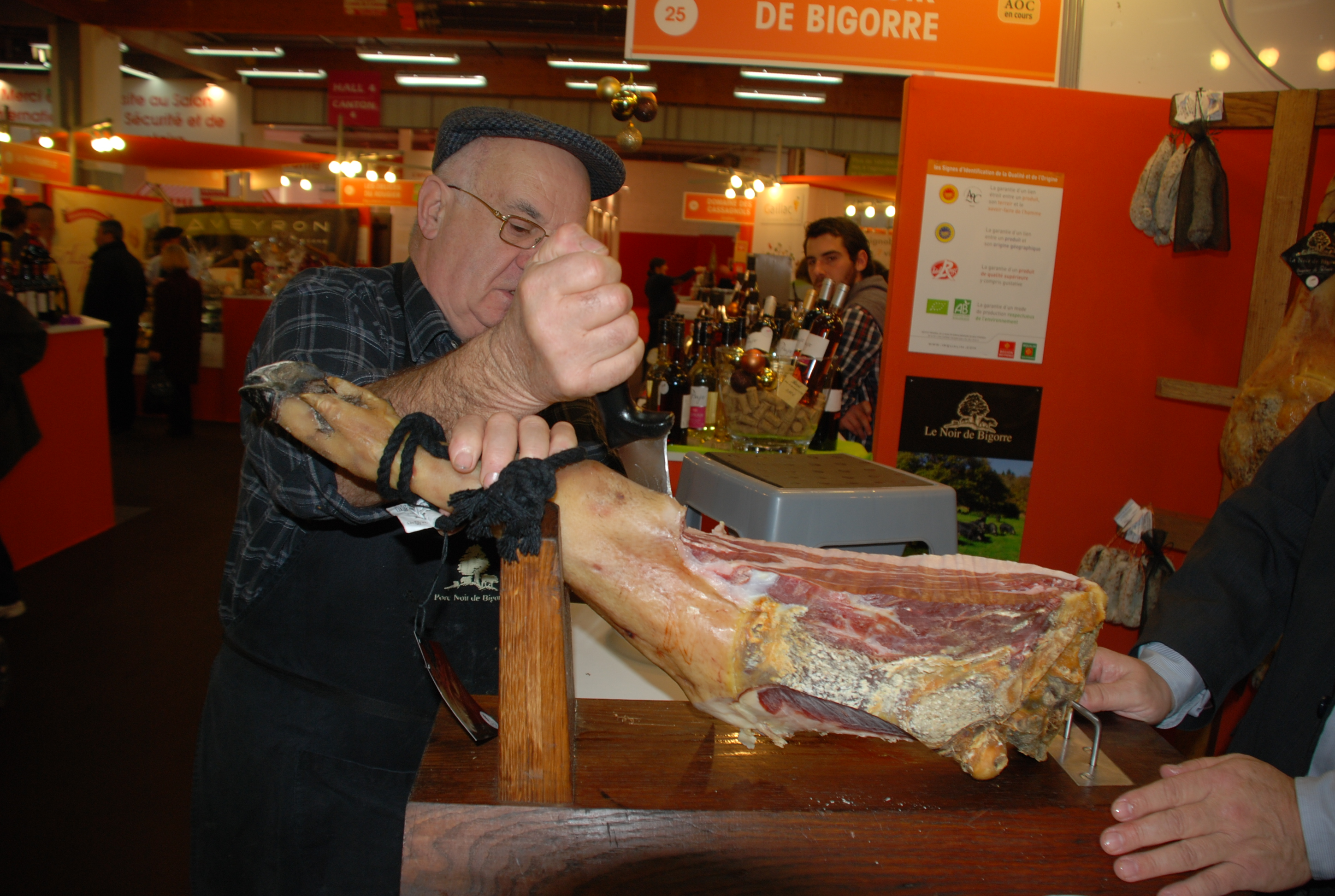
Noir de Bigorre-Schinken

Lomné liegt in den Zonen AOC der Schweinerasse Porc noir de Bigorre und des Schinkens Jambon noir de Bigorre.

Logo des Jakobswegs

### Sport und Freizeit
- Der Fernwanderweg GR 78, genannt La voie des Piémonts, führt von Carcassonne nach Saint-Jean-Pied-de-Port auch durch das Gebiet von Lomné. Er gilt als Jakobsweg neben den vier Hauptwegen in Frankreich.[6]

- Der regionale Fernwanderweg GR de Pays Tour des Baronnies de Bigorre führt ebenfalls durch das Gebiet der Gemeinde, trifft an der Grenze zur Nachbargemeinde Avezac-Prat-Lahitte auf den GR 78 und verläuft in nördlicher Richtung abschnittsweise parallel zu ihm.[7]

### Verkehr
Lomné wird von den Routes départementales 14 und 17 durchquert.